# Euagathis bifasciata
Euagathis bifasciata är en stekelart som beskrevs av Szepligeti 1900. Euagathis bifasciata ingår i släktet Euagathis och familjen bracksteklar. Inga underarter finns listade i Catalogue of Life.